# ユニヴェール・イリュストレ
ユニヴェール・イリュストレ（仏：L'Univers illustré）は1858年にパリで創刊したフランスのイラスト入り週刊ニュース雑誌。1900年から1902年にかけて一時「ラヴィ・イリュストレ」と合併したが、その後再開し1912年まで刊行された。

## 歴史
本誌は出版社ミシェル・レヴィが1858年5月22日に創刊した。29cm×41cmの判型で8ページ、価格は15サンチームである。これは競合誌の「イリュストラシオン」や、「ル・モンド・イリュストレ」と似通った形式だった。創刊号の社説は作家のテオフィル・ゴーティエによるもので、彼は以下のように書いた。
私たちはイメージの日記になるだけではなく、日記と本の両方になります。（中略）そこには真面目なものと滑稽なもの、その日の断片と残ったページが含まれます。読んでいない子供たちが私たちの森を美しい驚きと喜びの目で見て千のことを知るようになったら、私たちのコラムが目の中の彫刻と同じくらい、そして指示と娯楽を知っている人のためにも、私たちの心に多くのことを伝えたいと思っています。
しかし、以下の問題からニュースはオリジナルのイラストを外部に発注することをいとわない編集スタッフに追いつく。それはイラストの大部分が「イラストレイテド・ロンドン・ニュース」や「イルストリールテ・ツァイトゥング」などの外国の定期刊行物の焼き直しであったことである。1859年に20サンチームに値上がりしてなお『ユニヴェール・イリュストレ』は他のイラスト入り週刊誌よりも低価格だったが、レヴィはナポレオン3世の公的なニュースのみならず、パリの夜についてのイラストまで外注した。「ル・モンド・イリュストレ」は競合他社がイラストを売り払ったとして、1860年まで非難を続け、似たタイトルだが何の関係もないカトリック系の日刊紙「ユニヴェール」はそれから数年間姿を消した。
ミシェル・レヴィは「ロマン・ポピュレール」と名付けられた大衆小説のシリーズを1作品1フランで販売した。当ジャンルの人気作家は新聞や雑誌コラムに情報を提供し、それらは連載や挿入文などの事前出版を含めて広告リレーとしての役割を果たしていた。1862年、レヴィは「ル・モンド・イリュストレ」の株を買い、すぐさま売却した。普仏戦争による中断を挟んで、「ル・モンド・イリュストレ」は出版を続け、その価格は20年間で20サンチームから40サンチームに上昇した。
1880年代の終わり、フランスの主要な日刊新聞は、週末に5サンチームのイラスト入り週刊紙を発行し、イラストや写真の新しい技術を導入しながらも発刊に苦労していた『ユニヴェール・イリュストレ』と競い始めた。

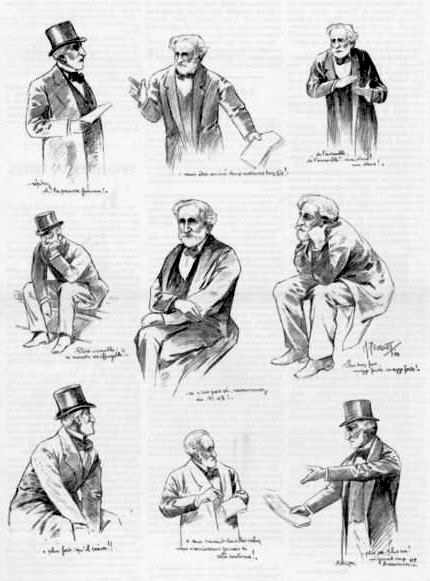
「ファルスタッフ」監修中の作曲家
(1894年掲載のイラスト)

1898年、発行部数が15,000部とまだそれほど低くないレヴェルであった頃に、カルマン・レヴィの息子はフェリックス・ジュヴァンの出版グループである「ソシエテ・デェディシオン・エ・ドゥ・ピュブリカシオン」（Société d'édition et de publications）に『ユニヴェール・イリュストレ』を売却した。同誌は1900年から1902年の間、ジュヴァンの「ラヴィ・イリュストレ」と合併。1902年10月には新生『ユニヴェール・イリュストレ』が発足するものの、『ユニヴェール・イリュストレ』の編集長であったフレデリック・ポンシニョン（Frédéric Poncignon）は1910年7月に新しい雑誌のシリーズを開始、『ユニヴェール・イリュストレ』は1912年に終刊した。

## 内容
1862年当時の誌面構成はほぼ以下の通りである。なお、誌面にはミシェル・レヴィの出版物の宣伝を除いて広告は掲載されていない。
- ページ1 : 半ページ分のイラスト、アルベリク・スゴンによるクロニクル、トピック、ユーモア記事、読者や評論家からの投書への応答。
- ページ2 : クロニクルの続き
- ページ3 : その週のナポレオン3世の動静、その後1つか2つのさまざまなテーマ、10の数字で始まる文学シリーズ。
- ページ4と5 : 誌面トピックのイラスト解説。2、3点、まれに2ページ分のイラストが載る。その際1ページ分は全面にイラストが載る。
- ページ6 : 連載小説
- ページ7 : その他2つまたは3つのトピック
- ページ8 : 前ページのトピックの続き。半ページ分のイラストが載り、ページ下部に判じ物のような図版または文字が掲載される。

## イラスト・ギャラリー

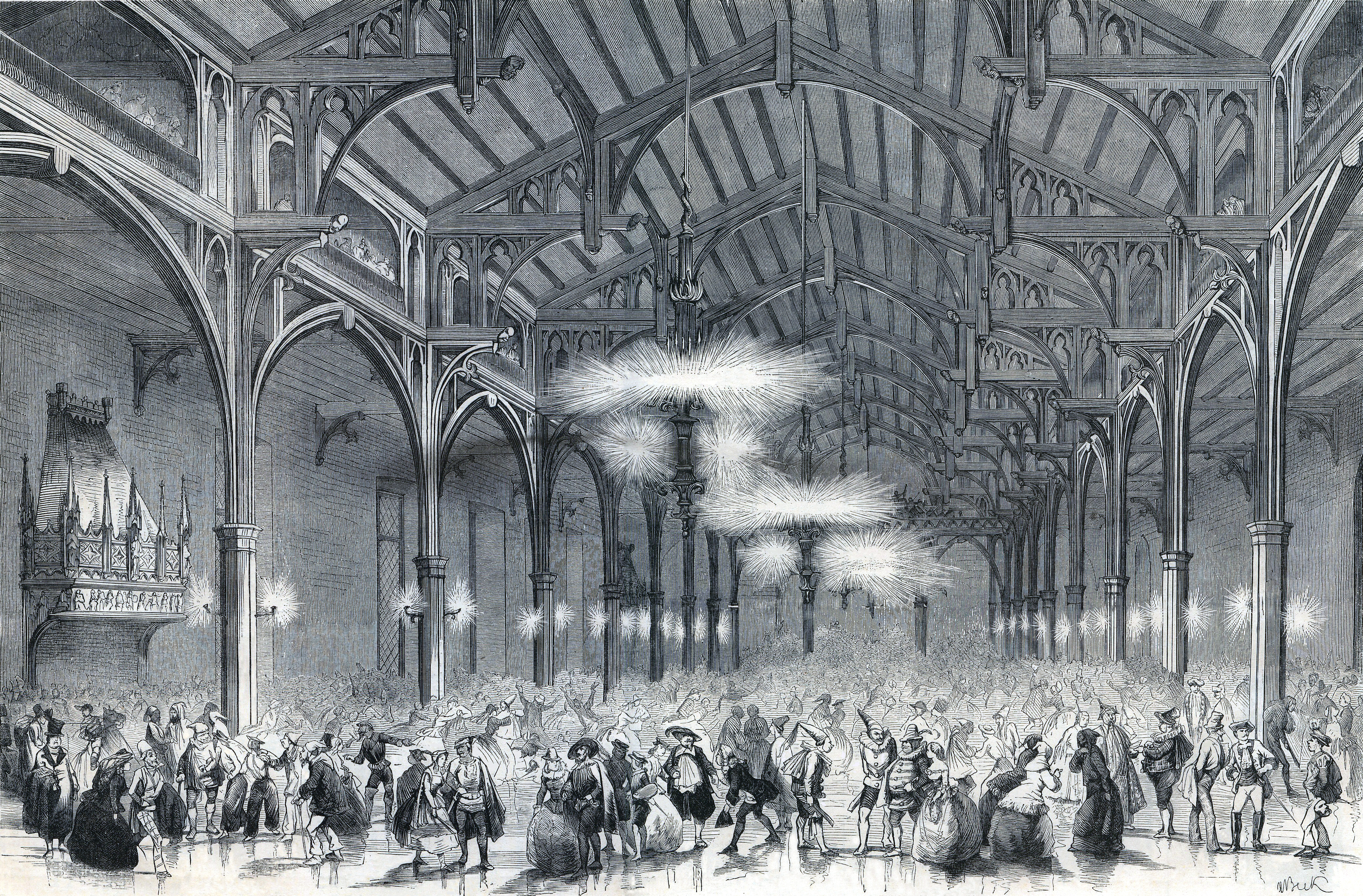
ケルンのヨハン・マリア・ファリナ・ホール (1861年)
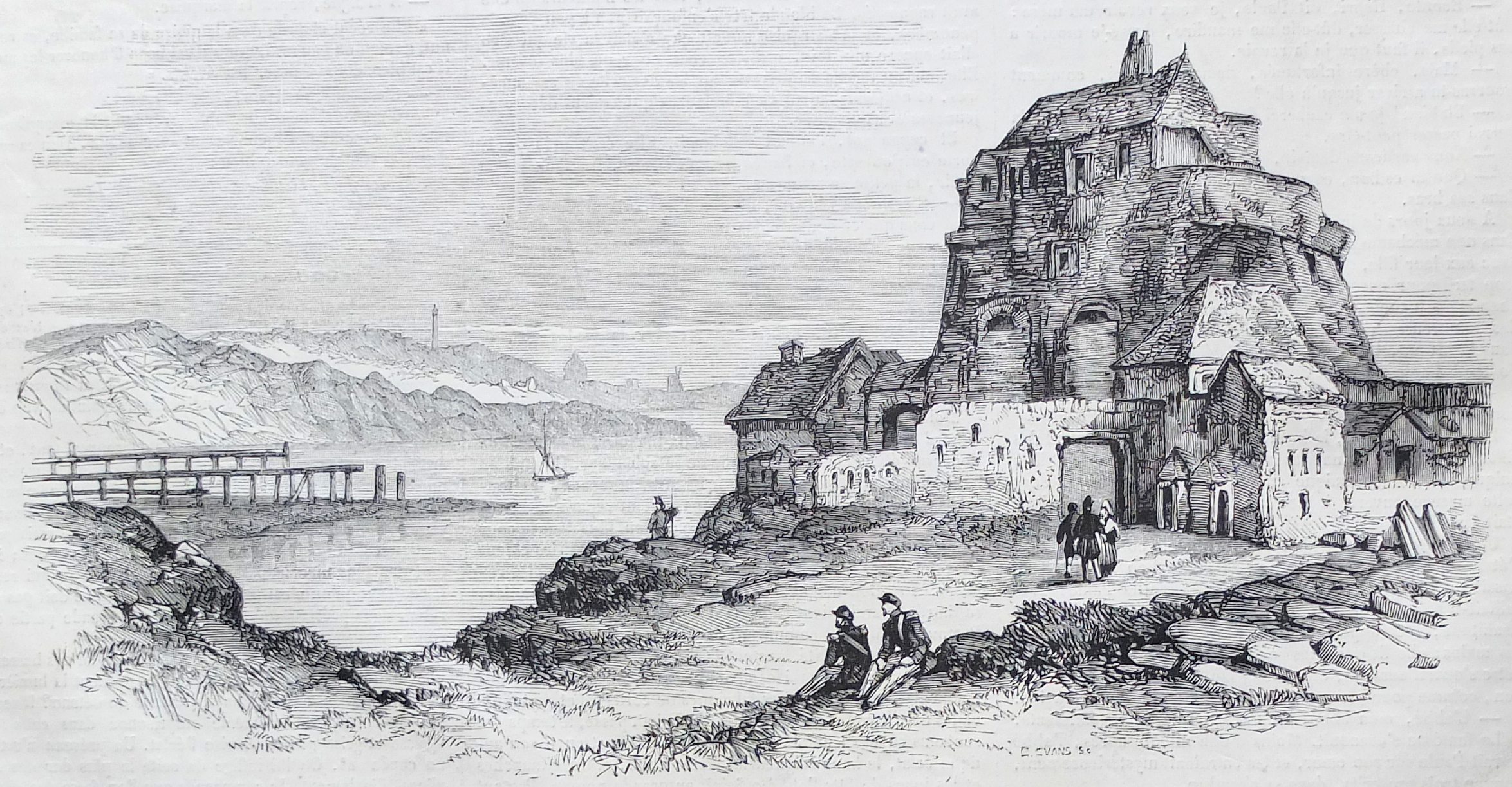
パ＝ド＝カレーのマオン砦 (1862年)
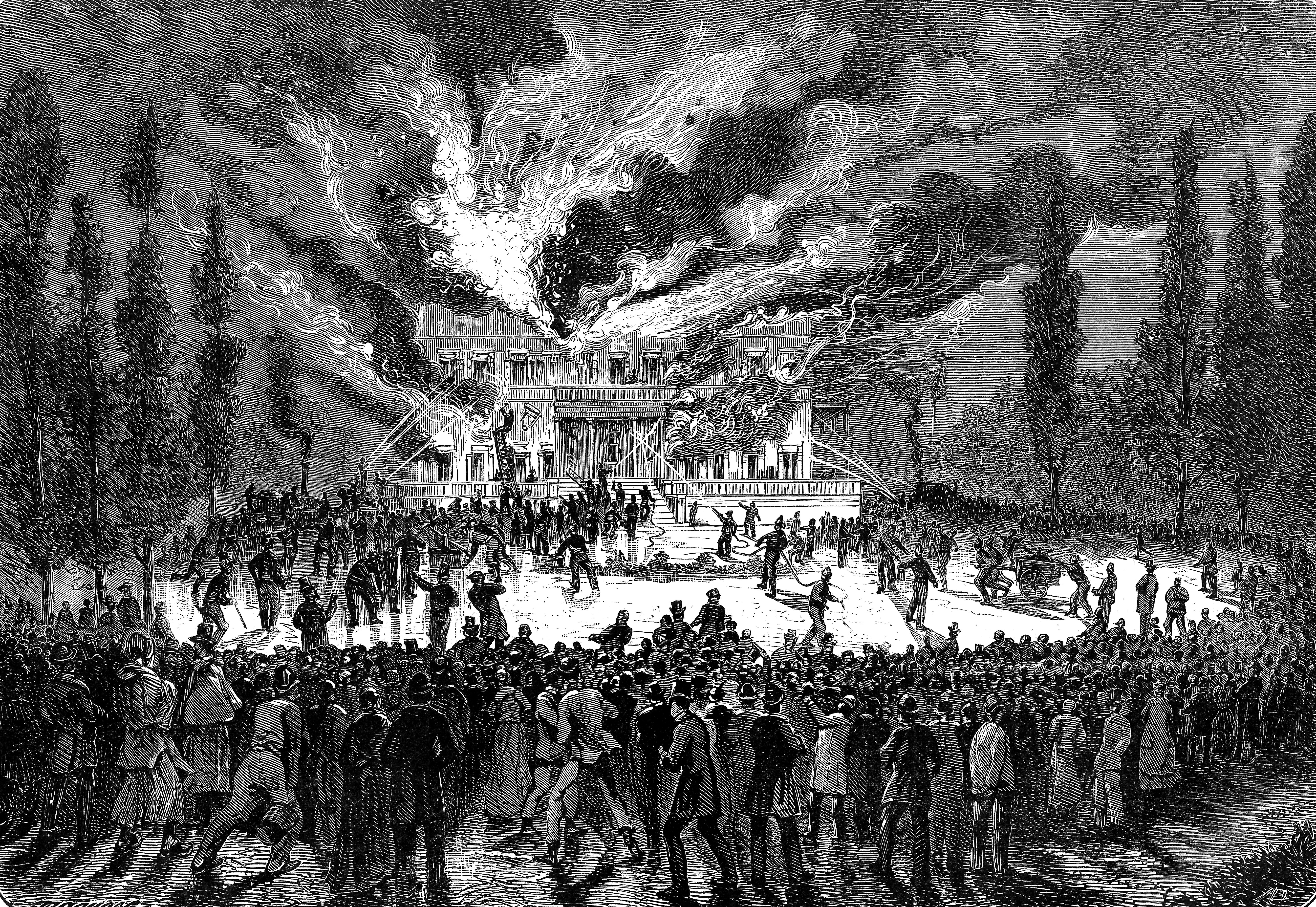
タービュレン城の火災 (1879年3月2日)
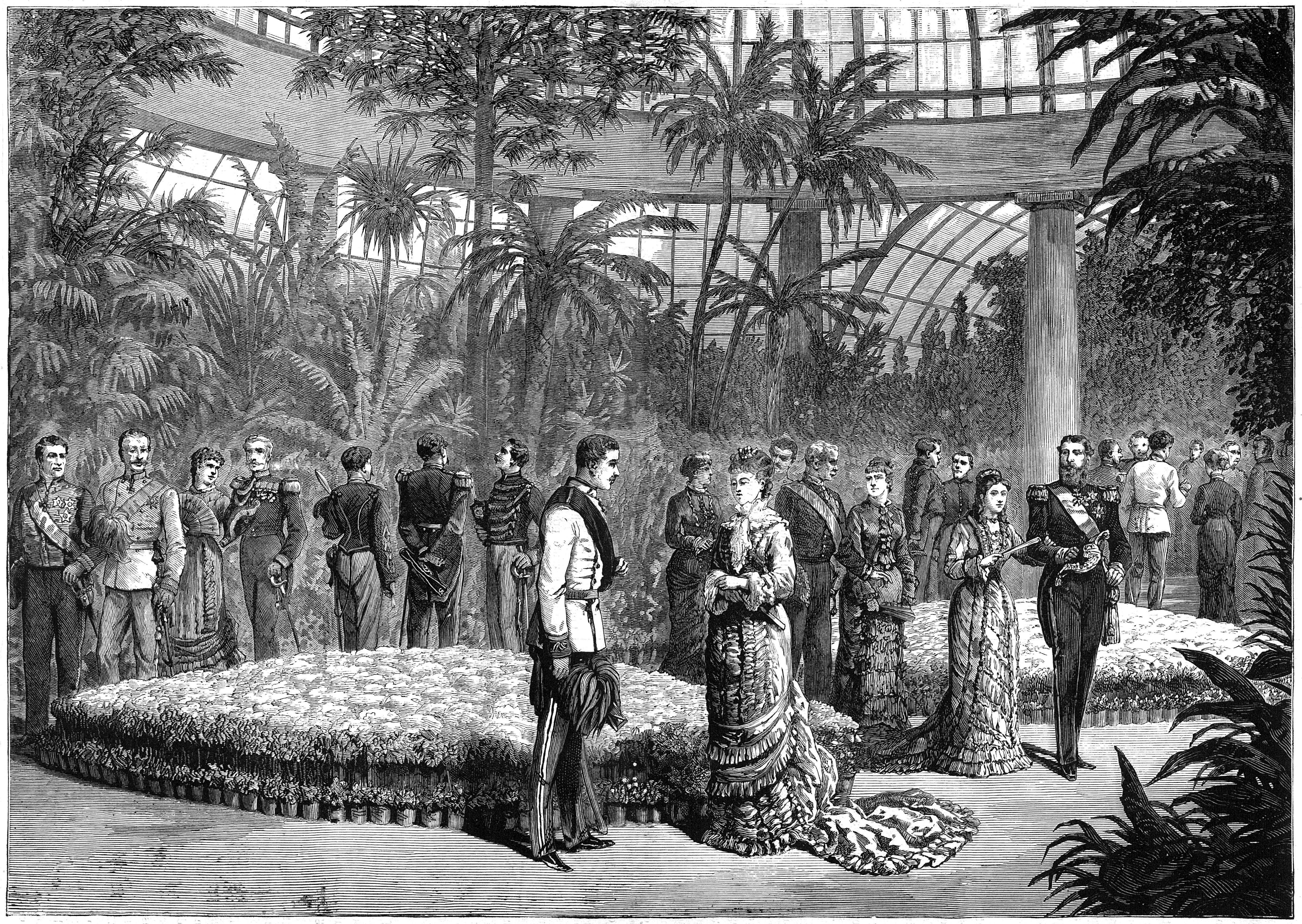
ルドルフとステファニーのレセプション (1880年3月)

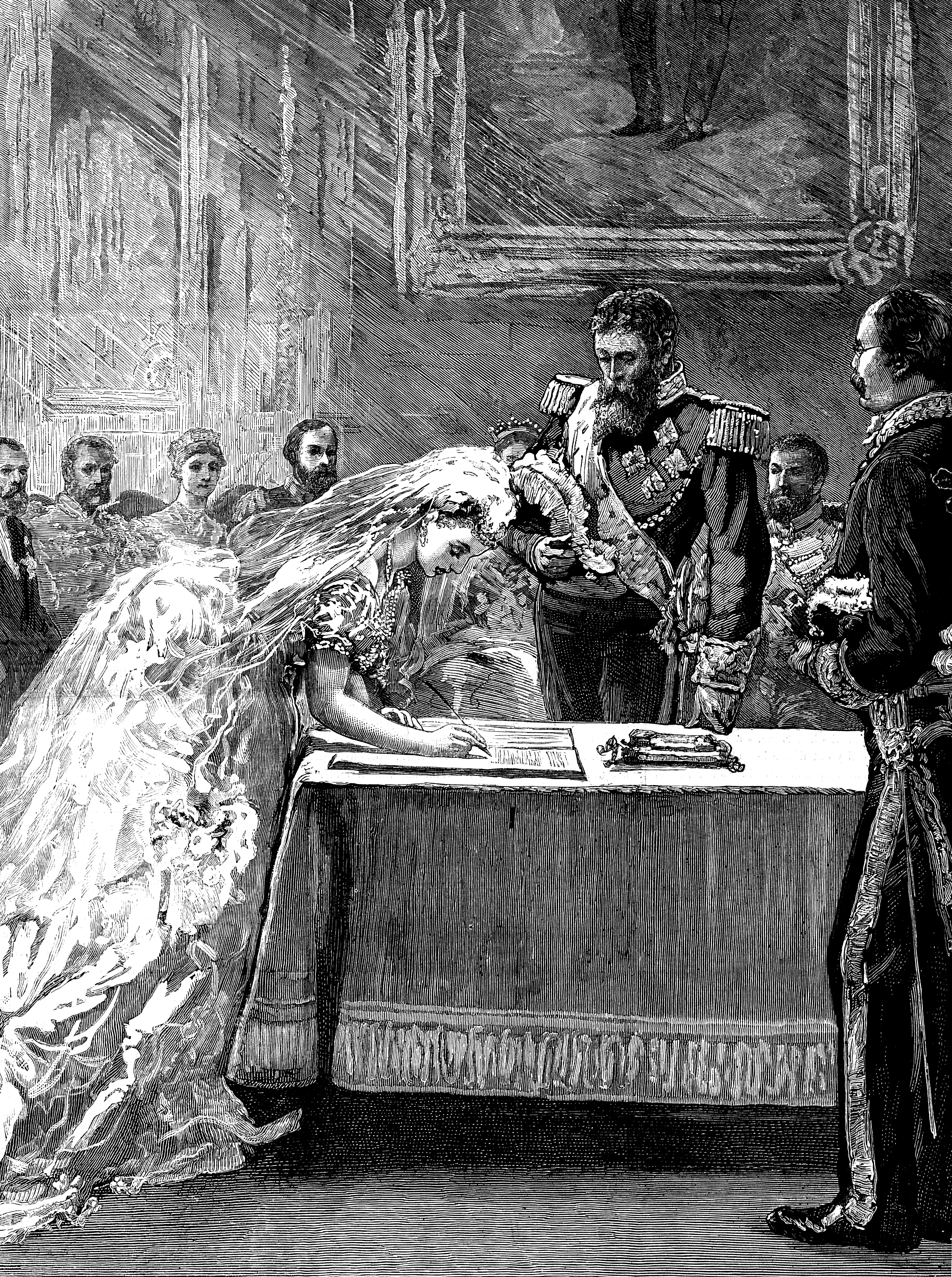
フィリップとルイーズの結婚式 (1875年2月4日)
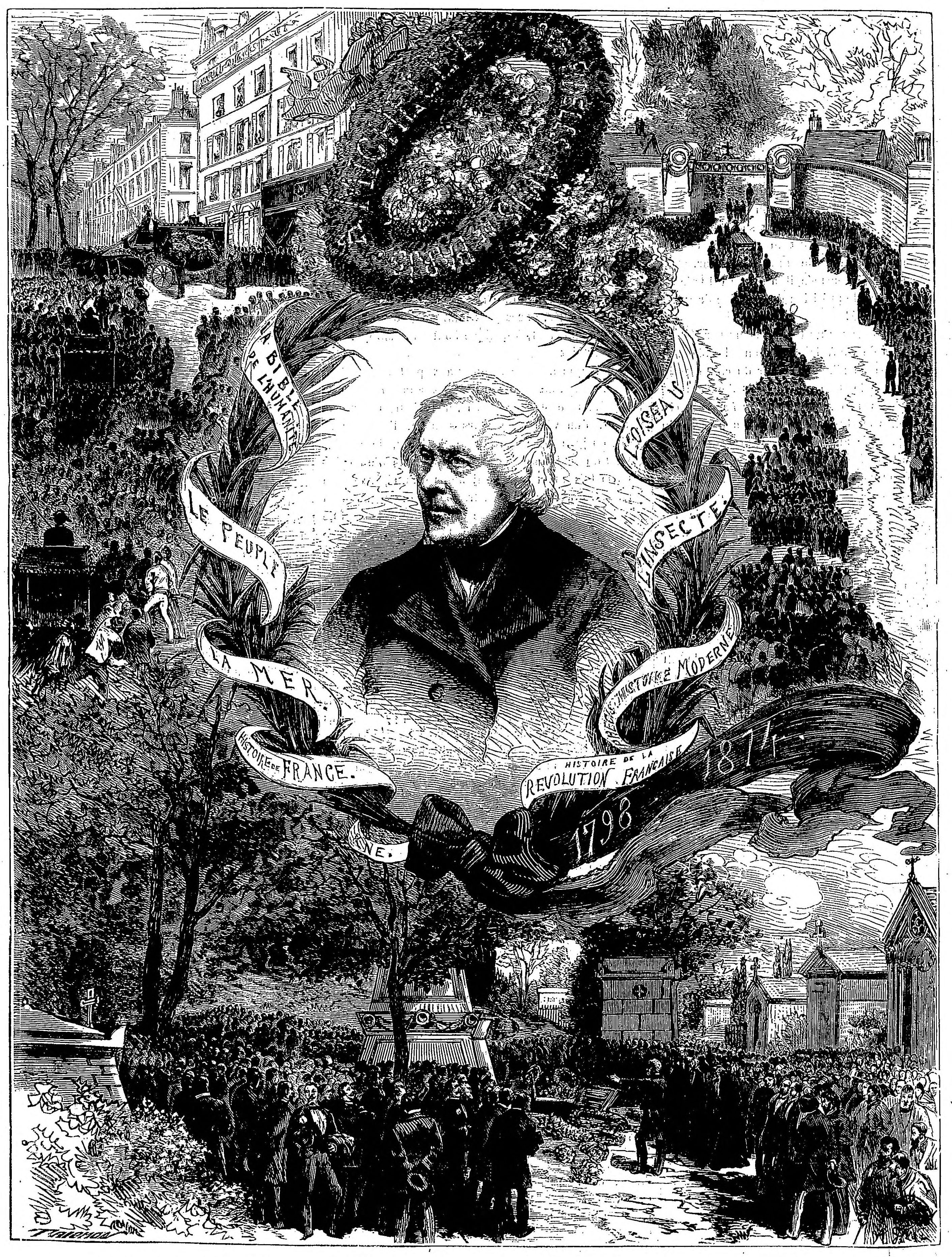
ジュール・ミシュレの葬儀 (1876年)
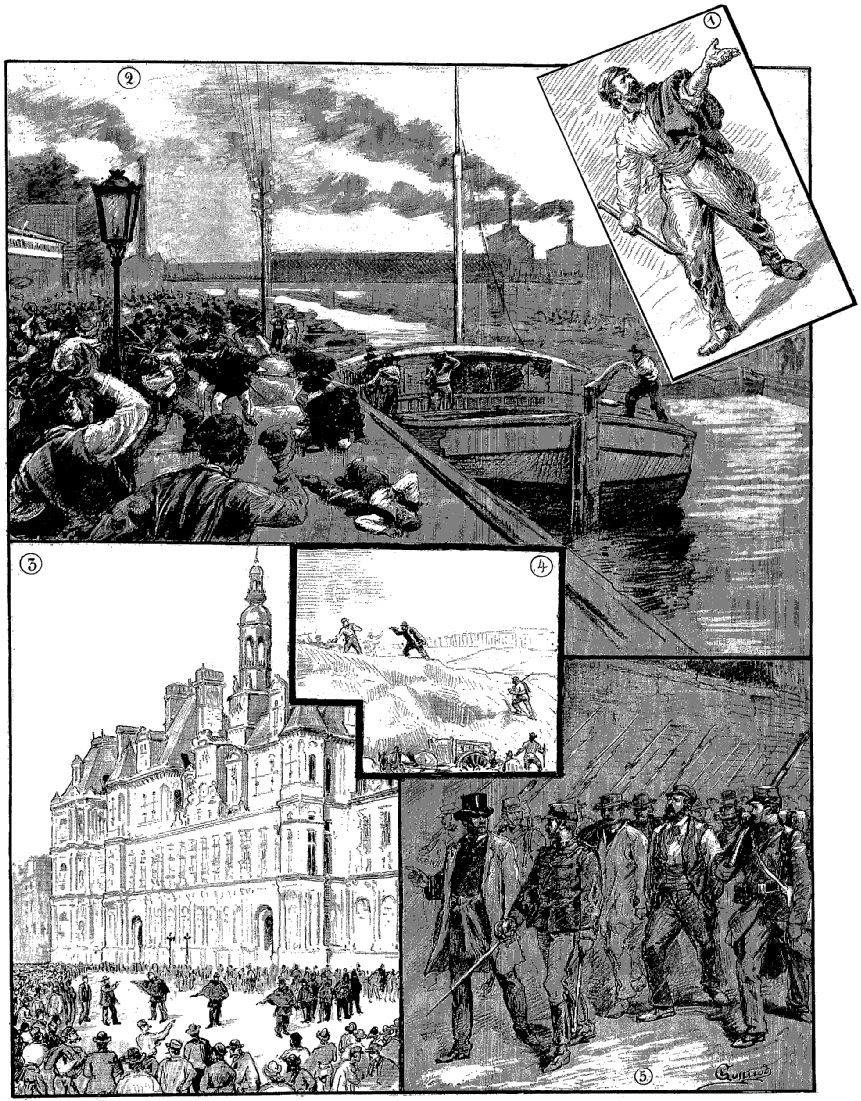
土塁労務者のストライキ (1888年)
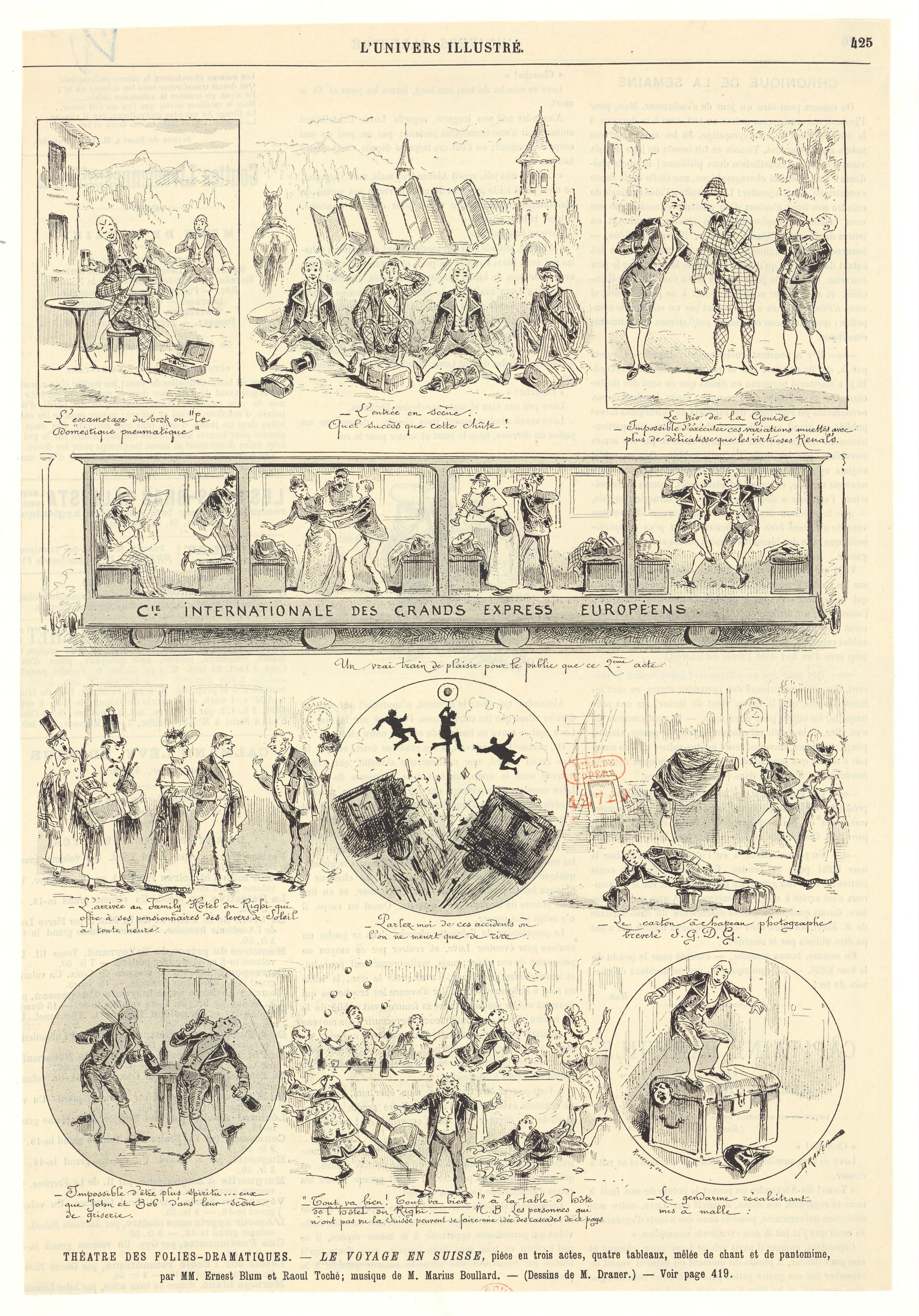
フォーリー・ドラマティーク (1891年)
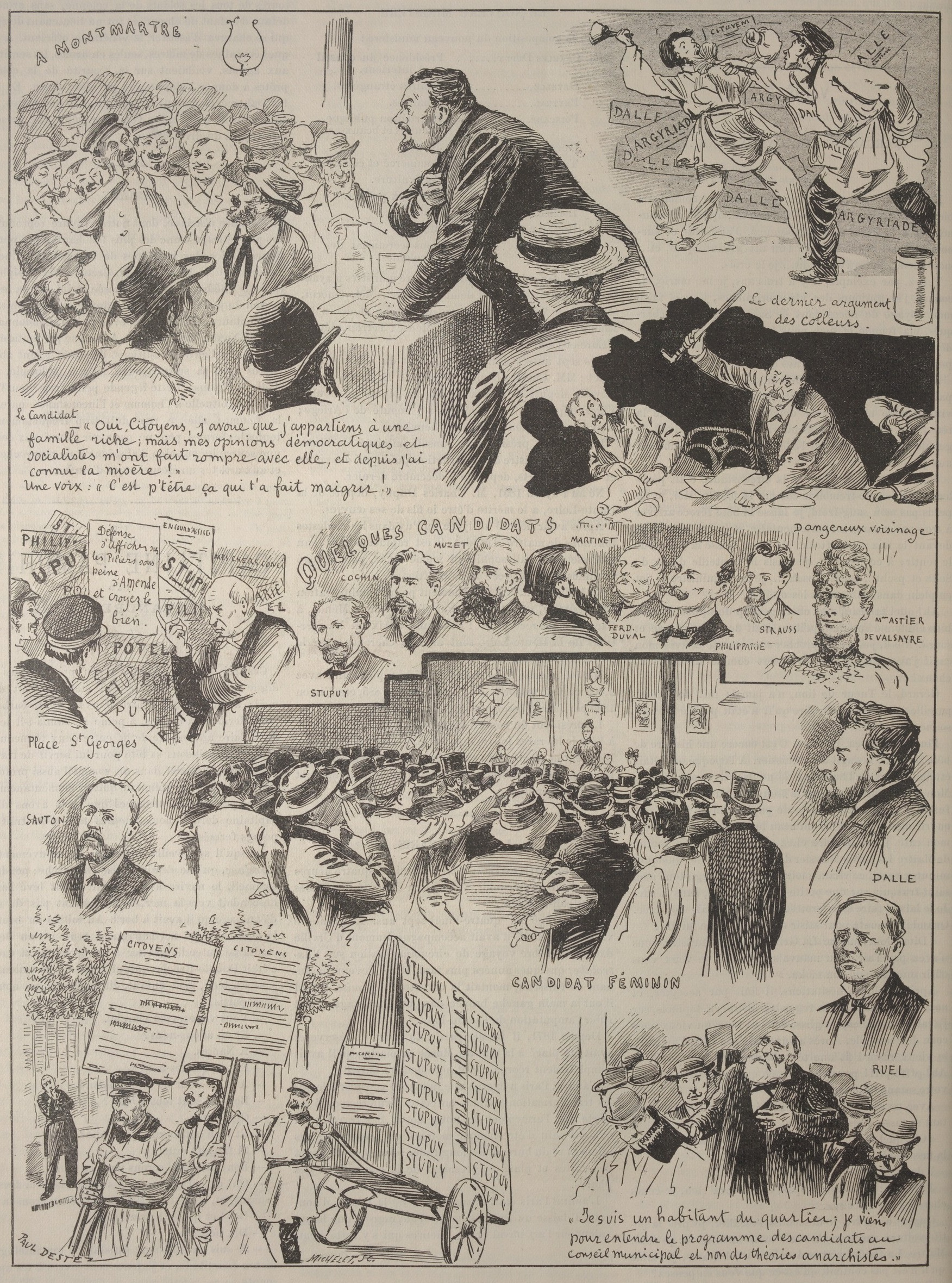
パリの議会選挙 (1893年)
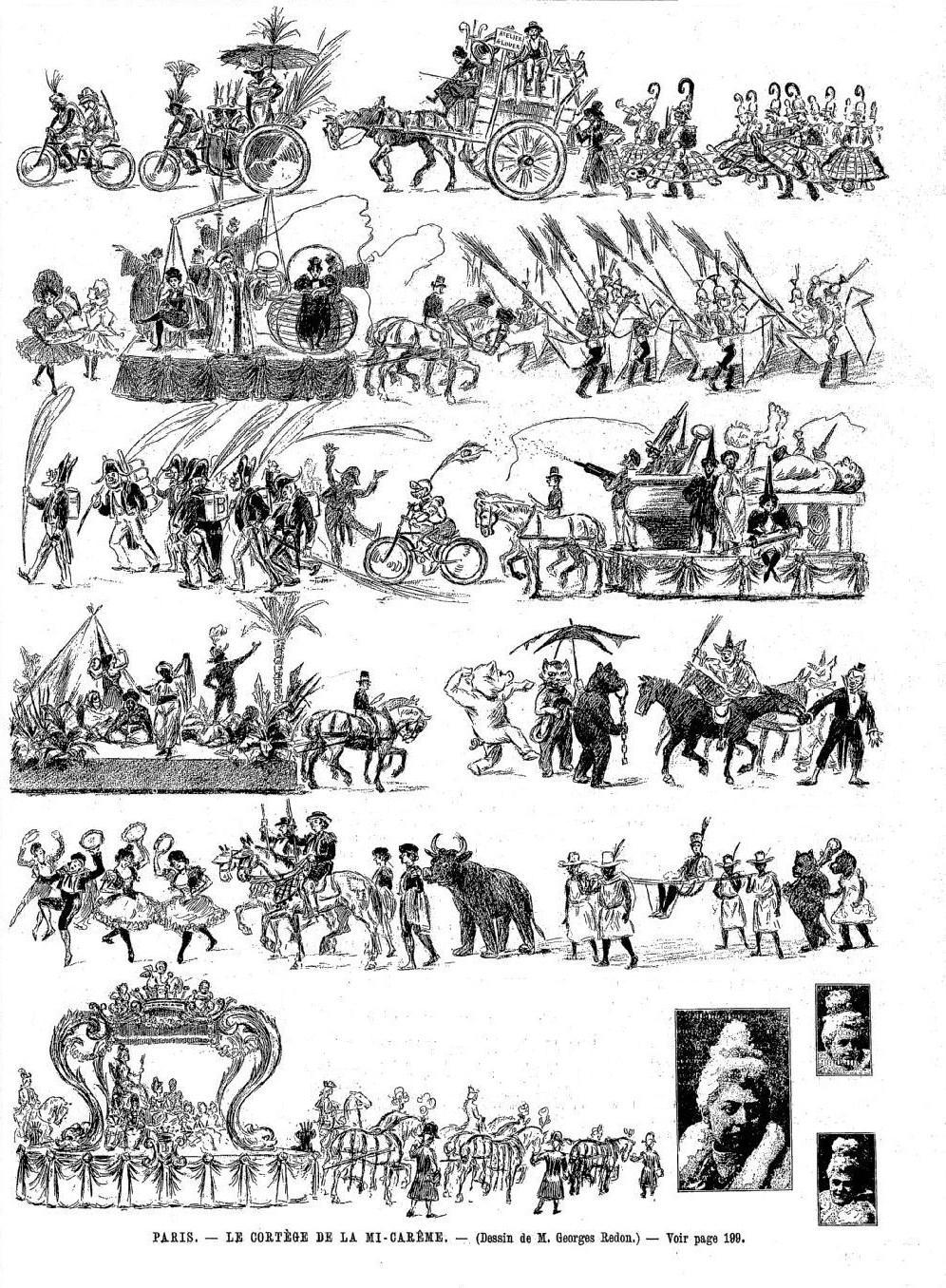
四旬節の行列スケッチ (1895年)
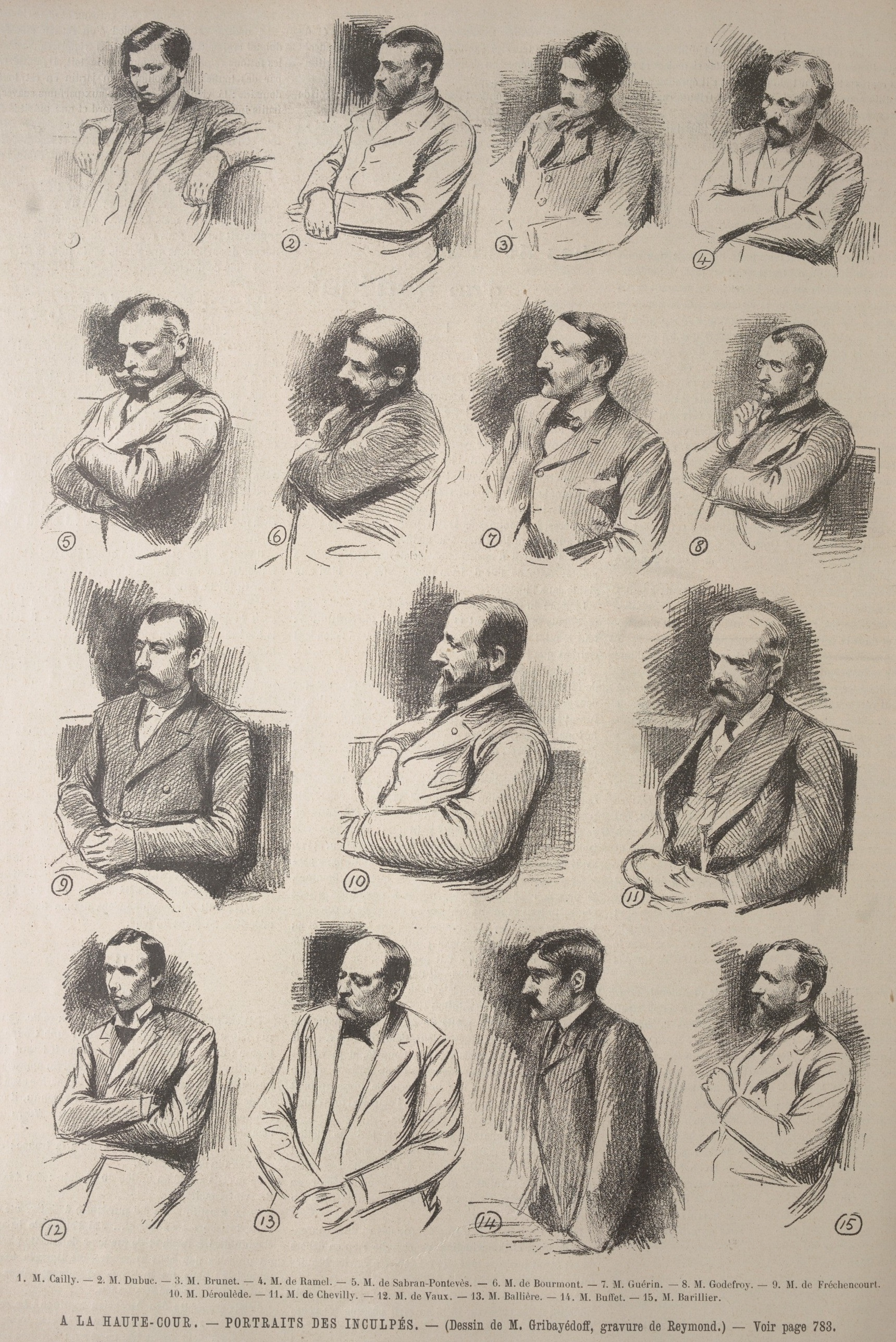
高等裁判所での被告人 (1899年)

## 関連紙誌
※発刊順に列記
- イラストレイテド・ロンドン・ニュース
- イリュストラシオン
- イルストリールテ・ツァイトゥング
- ラ・イルスタシオン
- ル・モンド・イリュストレ
- ユニヴェール・イリュストレ
- ル・トゥール・デュ・モンド
- イリュストラシオン・ユーロピエンヌ
- パリ・イリュストレ
- ラヴィ・イリュストレ